# Sommer-Deaflympics 2013/Mannschaftssportarten
Bei den Sommer-Deaflympics 2013 in Sofia wurden Wettbewerbe in fünf Mannschaftssportarten ausgetragen.  Basketball, Beachvolleyball, Fußball, Handball und Volleyball. Handball trugen nur die Männer aus.

## Frauen

### Basketball
| Platz | Land               |
| ----- | ------------------ |
| 1     | Vereinigte Staaten |
| 2     | Ukraine            |
| 3     | Litauen            |
| 4     | Griechenland       |
| 5     | Italien            |
| 6     | Japan              |
| 7     | Belarus            |
| 8     | Russland           |

### Beachvolleyball
| Platz | Land | Sportlerin                 |
| ----- | ---- | -------------------------- |
| 1     | RUS  | Alexeeva, Kireeva          |
| 2     | LTU  | Milkintaite, Aleknaviciute |
| 3     | UKR  | Polishchuk, Zagrebelko     |
| 4     | RUS  | Stukan, Ivanova            |
| 5     | UKR  | Onokalo, Iaroshevska       |
| 6     | CZE  | Chladova, Zidkova          |
| 7     | USA  | Lehmann, Skowzgird         |
| 8     | TUR  | Ates, Yalcin               |

### Fußball
| Platz | Land                   |
| ----- | ---------------------- |
| 1     | Vereinigte Staaten     |
| 2     | Russland               |
| 3     | Vereinigtes Königreich |
| 4     | Polen                  |
| 5     | Deutschland            |
| 6     | Japan                  |
| 7     | Griechenland           |

### Volleyball
| Platz | Land               |
| ----- | ------------------ |
| 1     | Ukraine            |
| 2     | Japan              |
| 3     | Russland           |
| 4     | Vereinigte Staaten |
| 5     | Belarus            |
| 6     | Polen              |
| 7     | Italien            |
| 8     | Mexiko             |

## Männer

### Basketball
| Platz | Land               |
| ----- | ------------------ |
| 1     | Litauen            |
| 2     | Venezuela          |
| 3     | Vereinigte Staaten |
| 4     | Ukraine            |
| 5     | Russland           |
| 6     | Griechenland       |
| 7     | Slowenien          |
| 8     | Argentinien        |

### Beachvolleyball
| Platz | Land | Sportler               |
| ----- | ---- | ---------------------- |
| 1     | UKR  | Tarasov, Poltoratskyi  |
| 2     | RUS  | Selyutin, Dayanov A    |
| 3     | UKR  | Tsapkalenko, Koshkarov |
| 4     | RUS  | Kirillov, Sinelnikov   |
| 5     | FIN  | Ahola, Ropponen        |
| 6     | USA  | Bruning, Vincent       |
| 7     | POL  | Patola, Kupczalojc     |
| 8     | BRA  | Machado, Dale Couto    |

### Fußball
| Platz | Land         |
| ----- | ------------ |
| 1     | Russland     |
| 2     | Ukraine      |
| 3     | Deutschland  |
| 4     | Ägypten      |
| 5     | Iran         |
| 6     | Irland       |
| 7     | Türkei       |
| 8     | Griechenland |

### Handball
| Platz | Land               |
| ----- | ------------------ |
| 1     | Kroatien           |
| 2     | Serbien            |
| 3     | Deutschland        |
| 4     | Türkei             |
| 5     | Russland           |
| 6     | Vereinigte Staaten |
| 7     | Ungarn             |

### Volleyball
| Platz | Land        |
| ----- | ----------- |
| 1     | Ukraine     |
| 2     | Russland    |
| 3     | Iran        |
| 4     | Türkei      |
| 5     | Italien     |
| 6     | Bulgarien   |
| 7     | Deutschland |
| 8     | Venezuela   |

## Medaillenspiegel Mannschaftssportarten
| Medaillenspiegel Mannschaftssportarten | Medaillenspiegel Mannschaftssportarten | Medaillenspiegel Mannschaftssportarten | Medaillenspiegel Mannschaftssportarten | Medaillenspiegel Mannschaftssportarten | Medaillenspiegel Mannschaftssportarten |
| Platz                                  | Land                                   | G                                      | S                                      | B                                      | Gesamt                                 |
| -------------------------------------- | -------------------------------------- | -------------------------------------- | -------------------------------------- | -------------------------------------- | -------------------------------------- |
| 01                                     | Ukraine                                | 3                                      | 2                                      | 2                                      | 7                                      |
| 02                                     | Russland                               | 2                                      | 3                                      | 1                                      | 6                                      |
| 03                                     | Vereinigte Staaten                     | 2                                      | -                                      | 1                                      | 3                                      |
| 04                                     | Litauen                                | 1                                      | 1                                      | 1                                      | 3                                      |
| 05                                     | Kroatien                               | 1                                      | -                                      | -                                      | 1                                      |
| 06                                     | Japan                                  | -                                      | 1                                      | -                                      | 1                                      |
| 06                                     | Serbien                                | -                                      | 1                                      | -                                      | 1                                      |
| 06                                     | Venezuela                              | -                                      | 1                                      | -                                      | 1                                      |
| 09                                     | Deutschland                            | -                                      | -                                      | 2                                      | 2                                      |
| 10                                     | Vereinigtes Königreich                 | -                                      | -                                      | 1                                      | 1                                      |
| 10                                     | Iran                                   | -                                      | -                                      | 1                                      | 1                                      |
| Total                                  | Total                                  | 9                                      | 9                                      | 9                                      | 27                                     |